# ジャパン☆ウォーカー
『ジャパン☆ウォーカー』は、2001年10月7日
から2002年3月31日まで、日本テレビ系列で放送されていたバラエティ番組である。放送時間は、毎週日曜11:40 - 13:00（JST）。

## 概要
“今の日本”を伝えるさまざまな話題を追求、紹介していく情報バラエティー番組として放送された。ゲストのリクエストにかなうツアーを敢行し、旬のものを満喫するコーナーや、 生田斗真・亀梨和也・赤西仁らがビルの屋上の緑化を図る「ひとつ屋根の上」、山川恵里佳と日本テレビアナウンサーの矢島学がある会社を訪問し社員たちの愛社度をチェックするコーナーが展開された。また、堂本光一自らがジャニーズJr.の新グループ「J-Support」のプロデュースを行うコーナーも放送された。

## 出演者
- 堂本光一[1]
- 関根勤[1]
- 柴田理恵[1]
- 森公美子[1]
- 森下愛子 [1]
- ジャニーズJr.
  - 生田斗真[1]
  - 村上信五[1]
  - 横山裕[1]
- 山川恵里佳[1]
- 中村秀利（ナレーション）
- 木藤聡子（ナレーション）

## コーナー
麹町ジャパントラベル
ゲストを招き、そのゲストの希望を叶えるわがままツアーを“たびいち”ことツアー会社社長の光一、専務の関根勤、ツアーコンダクターの山川恵里佳がエスコートする。

## エンディングテーマ
- KinKi Kids「No Control」

## スタッフ
- 構成：海老克哉、川崎良、下等ひろき、三木敦、桜井慎一
- トランキライザー：町山広美
- TM：吾妻光良
- SW：小林宏義
- カメラ：木村博靖
- 音声：中山貴晴
- 照明：村山真美
- 映像調整：佐藤満
- ロケ技術：林洋介、宇野直樹（日本テレビビデオ）
- 美術：林健一
- デザイン：道勧英樹
- タイトル：守屋健太郎、ニック・スミス
- ロゴデザイン：寄藤文平
- CG : Halloween Jack
- VTR編集：畠山和枝（ギヴアンドテイク）
- MA：村尾博一（ギヴアンドテイク）
- 音効：佐藤裕二
- TK：福岡由紀
- 広報：神山喜久子
- AP：村上早苗
- ディレクター：市野雅一、岡部剛、川邊昭宏
- 演出：南波昌人、浪岡厚生、佐々木俊勝、当麻康夫
- プロデューサー：山口香代 ／ 関根崇史、岩見ゆう子、森下典子
- 演出・プロデューサー：三枝孝臣
- チーフプロデューサー：大澤雅彦
- 美術協力：日本テレビアート
- 協力：ジャニーズ事務所
- 制作協力：THE WORKS、ハウフルス、E Company、日本テレビエンタープライズ
- 製作・著作：日本テレビ